# IC 434
IC 434 — емісійна туманність у сузір'ї Оріон, на тлі якої розташована відома темна туманність Кінська голова.
Цей об'єкт міститься в оригінальній редакції індексного каталогу.